# Dendronephthya caerulea
Dendronephthya caerulea is een zachte koraalsoort uit de familie Nephtheidae. De koraalsoort komt uit het geslacht Dendronephthya. Dendronephthya caerulea werd in 1905 voor het eerst wetenschappelijk beschreven door Kükenthal. 